# False Round Point
False Round Point är en udde i Antarktis. Den ligger på King George Island i Sydshetlandsöarna. Argentina, Chile och Storbritannien gör anspråk på området.
Terrängen inåt land är kuperad söderut, men norrut är den platt. Havet är nära False Round Point åt nordost.  Trakten är obefolkad. Det finns inga samhällen i närheten.